# Communauté de communes Monts de Flandre-Plaine de la Lys
De Communauté de communes Monts de Flandre-Plaine de la Lys (lett. 'Gemeenschap van gemeenten Frans-Vlaams Heuvelland - Leiedal') is een voormalige gemeentelijk samenwerkingsverband (intercommunalité in het zuidoosten van de Franse Westhoek. Op 1 januari 2014 is deze opgegaan in de nieuw gevormde Intercommunale Binnen-Vlaanderen.
Het samenwerkingsverband bestond uit de volgende gemeenten:
- Belle (Bailleul)
- Godewaarsvelde
- Merris
- Niepkerke (Nieppe)
- Nieuw-Berkijn (Neuf-Berquin)
- Sailly-sur-la-Lys (arr. Béthune, dep. Nauw van Calais)
- Steenwerk

Het samenwerkingsverband werktte reeds samen met de Communauté de communes rurales des Monts de Flandre